# Papler

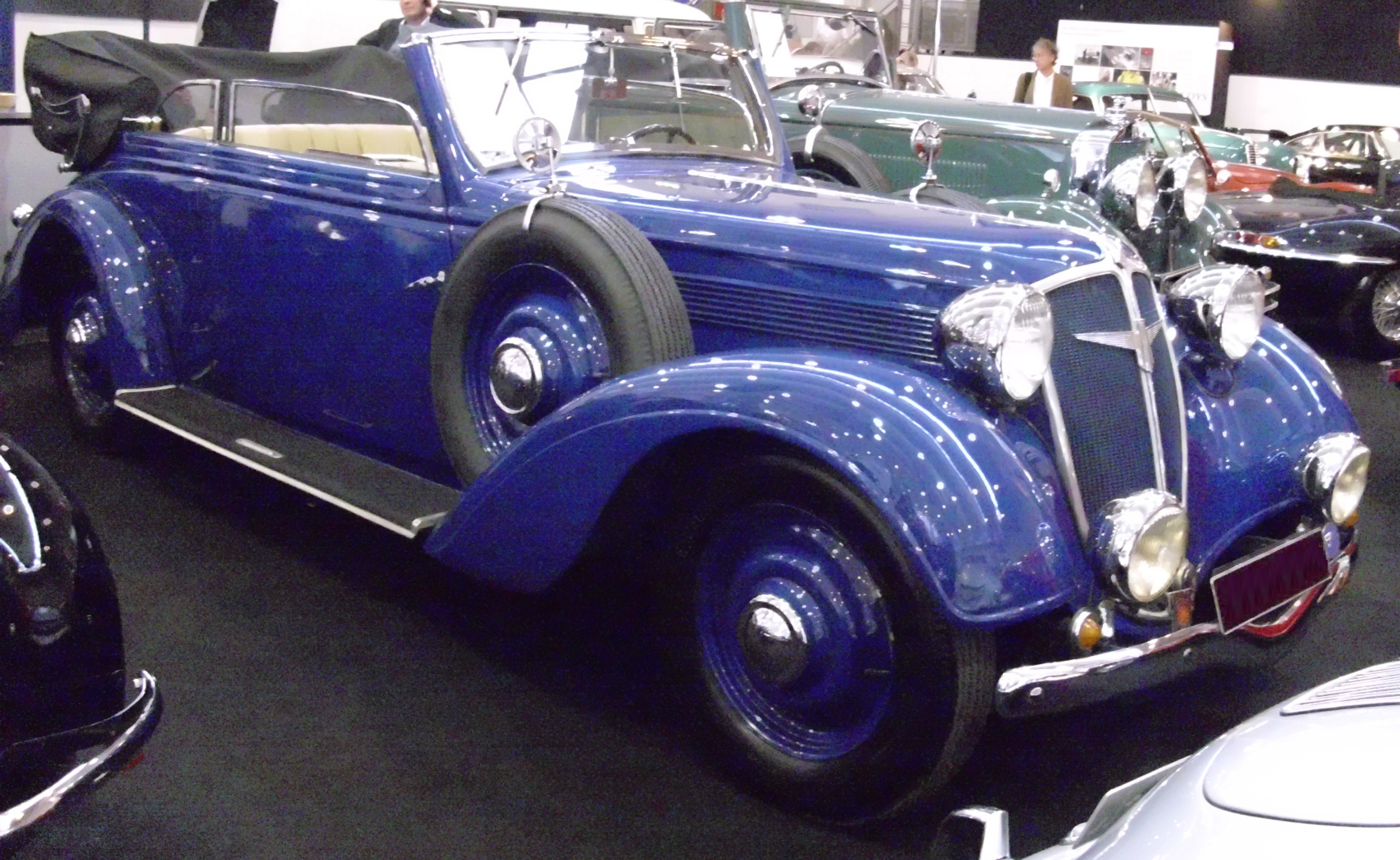
Adler Diplomat mit einer Cabriolet-Karosserie von Papler (1935)

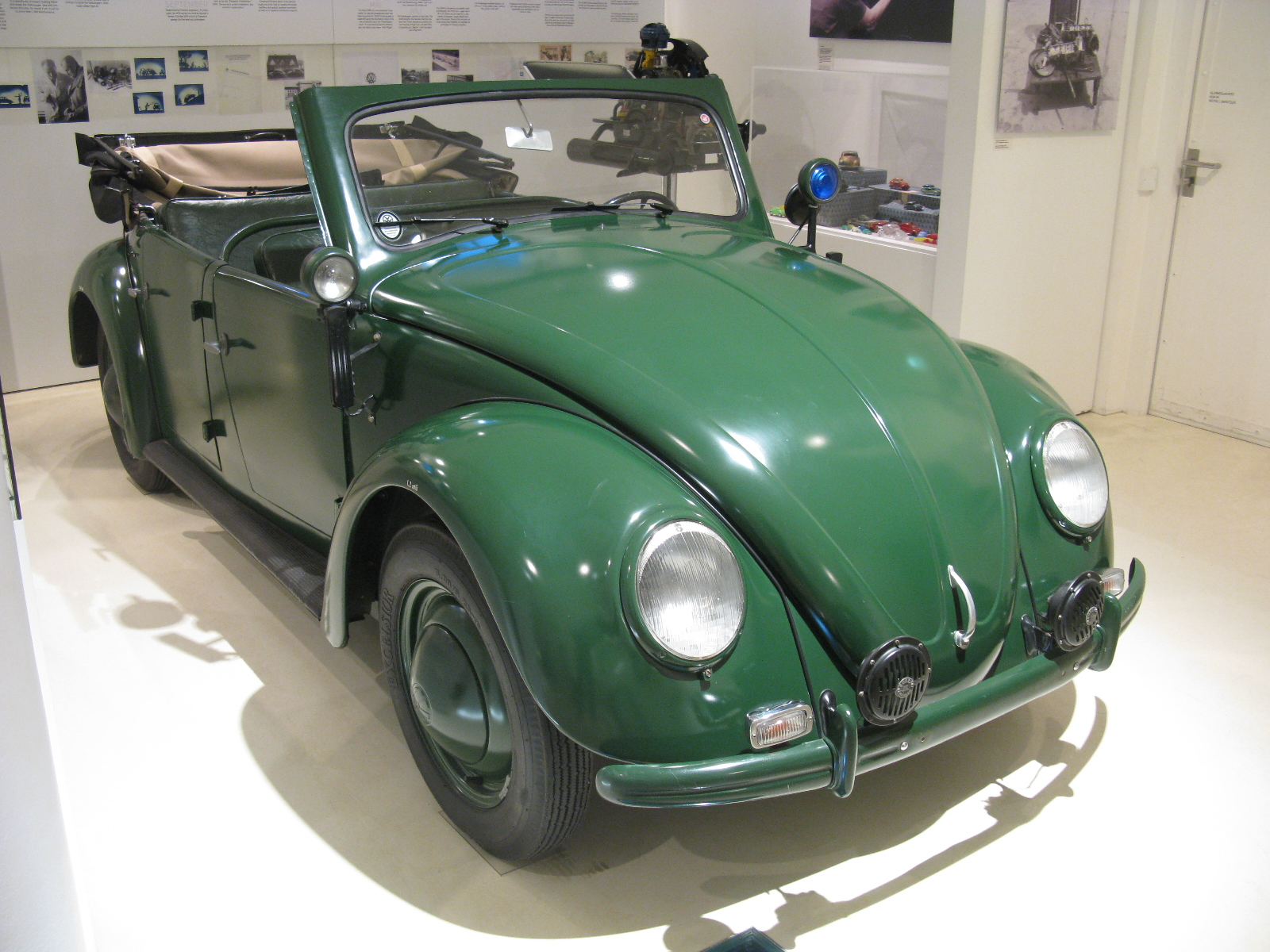
Polizeicabriolet von Papler, auf Basis eines VW Käfer (1951)

Die Papler Karosseriewerk GmbH war ein deutscher Stellmacherbetrieb und Hersteller von Karosserien in Köln.

## Geschichte
Der Betrieb wurde 1868 als Papler & Sohn GmbH zur Herstellung von Kutschen gegründet. Ab 1908 wurden Karosserien für Automobile gefertigt.
In den 1920er Jahren stellte Papler Einzelanfertigungen für deutsche und ausländische Automobilhersteller her; daneben baute man Serienkarosserien für Adler und Ford. Seit 1936 wurden Nutzfahrzeuge und Spezialfahrzeuge gefertigt.
Nach dem Zweiten Weltkrieg baute man Serien- und Sonderkarosserien für Ford, bis die Faun GmbH den Betrieb im Januar 1955 übernahm. Seitdem diente der Betrieb Faun als Reparaturwerk und es wurden noch Press- und Stanzteile für Ford, Iveco und die Deutz AG hergestellt. Mit der 1994 erfolgten Übernahme von Faun durch die Kirchhoff Gruppe endeten die Kölner Aktivitäten von Papler.